# Емилиян Доростолски
Свети Емилиан Доростолски е християнски мъченик, почитан от Българската православна църква на 18 юли. Живее по времето на император Юлиан Апостат (упр. 361-363) и неговия предшественик Констанций II (упр. 324-361 г.), или въобще през IV или около началото на V век.

## Житие
Предполага се, че първото житие на св. Емилиан е написано непосредствено след смъртта му. Съществуват редица запазени писмени източници за неговия живот и мъченическа смърт, сред които и 2 най-ранни редакции на житието му. Първата се базира на т. нар. Codex Vaticanus 866 (публикуван е от Бошиус през 1868 г.), а втората е на основата на т. нар. Codex Parisiensis от ІХ век (публикуван е от Франсоа Халкин). Въпреки че Codex Parisiensis до голяма степен преповтаря Codex Vaticanus, между двете жития има разлика както в датата, така и в мястото на мъченическата смърт на Емилиан. Според първия, Емилиан е изгорен на клада на 3 септември в Гедина (Γηδινά) (локализирано при дн. с. Голеш), а според втория това се случва на 18 юли в Гезедина (Γεζειδινα), непосредствено до Дуросторум (Силистра), близо до село Остров. И в двете е погребан в района на лобното си място. В началото на XXI век археологически находки потвърждават съществуването на описаните места, а по-ранни изследвания (70-те години на XX в.) дори свързват изображение в антична гробница със св. Емилиан - мъж на средна възраст, който държи в ръка чук - оръдието, с което според житието, е разрушил езическите идоли в местния храм.
Основна разлика между ранните жития и по-късните им редакции е и социалният статус на Емилиан. Според късните църковно-славянски редакции той е роб/слуга на градоначалника на Дуросторум, докато според по-ранните самият той е от знатен произход – баща му Севастиан е управител на града – и е военен (предположително от XI Клавдиев легион).
Сведения за св. Емилиан могат да бъдат открити и у Блажени Йероним, Амвросий Медиолански, Теофан Изповедник и Никифор Калист. В църковно-славянската агиография житието навлиза най-вече от по-късните негови преписи в Пасхалната хроника (Chronicon Paschalae), Синаксара на Константинополската патриаршия (Synaxarium Constantinopolitanum) и Месецослова на император Василий II (Menologium Basilii II - Минологията на Василий II).
Според един от вариантите на житието, Свети Емилиан Доростолски е роден в Дуросторум (дн. Силистра), където и прекарва живота си като слуга (или роб) при градоначалника. Когато император Юлиан изпраща в града нов управител, някой си Капитолин, натоварен със задачата да изкорени християнството там, уплашените от лошата  му слава местните жители скриват, че сред тях има мнозина изповядващи тази религия и масово се изкарват ревностни езичници. Доволен от това управителят организира угощение на гражданите, но по време на пира християнинът Емилиан тайно се промъква в местното светилище и строшава с чук статуите на боговете (в друг вариант той се намесва в самото празненство и събаря устроения там езически олтар, опропастявайки жертвоприношението). За деянието е обвинен невинен човек, но като узнава това, Емилиан се явява пред управителя и признава вината си. Градът е глобен за укривателството на християни, а самият Емилиан след изтезания е изгорен на клада край Дунав на 18 юли 362 г.; тази дата днес е денят на неговото почитане от Българската православна църква. Според легендата, той не умира от изгарянето, защото огънят изгаря не него, а екзекуторите му, докато той получава успение (тиха смърт). Също така се твърди, че жената на Капитолин, която е също християнка, измолва от него мощите на светеца и лично се погрижва за погребението.

## Изследвания
- Constantinesco, R. Les martyrs de Durostorum. – Revue des Etudes Sud-Est Europeennes, 5, 1967, № 1 – 2, 14 – 19.
- Г. Атанасов. Св. Емилиан Доростолски († 362 г.) – последният раннохристиянски мъченик в Мизия. – В: Civitas divino-humana в чест на професор Георги Бакалов. С. 2004, 203 – 218.
- Иванова, Р., Г. Атанасов, П. Доневски. История на Силистра. Т. 1. Античният Дуросторум. Силистра-С., 2006.
- Атанасов, Г. Християнският Дуросторум-Дръстър. Варна, 2007.